# Andrés de Almansa
Andrés de Almansa y Mendoza (siglo XVI-1627) fue un relacionero de sucesos y escritor español de la primera mitad del siglo XVII, uno de los precursores del periodismo español.

## Biografía
Vivió en Madrid y pertenecía a una clase social baja; Francisco de Quevedo incluso sospechaba que era mulato. Nunca obtuvo mercedes de los poderosos, a los que adulaba sin tregua. Compuso numerosas relaciones de sucesos y 17 cartas aparecidas entre 1621 y 1624 que fueron publicadas en la Colección de libros raros o curiosos y fueron reeditadas en 2001 por los profesores Henry Ettinghausen y Manuel Borrego  Versan casi todas sobre actos públicos organizados, primero en la Corte y Villa de Madrid, luego en Barcelona y, finalmente, en Roma, tratando sus primeras seis relaciones la visita a Madrid del príncipe de Gales. Hay ediciones coetáneas de las 17 relaciones, menos la primera, al igual que muchísimas ediciones más de la serie de 17 cartas numeradas que se le ha ido atribuyendo desde hace más de un siglo, aunque tan sólo dos de las mismas (las Cartas 15 y 17) llevan su nombre.
En 1892 el marqués de la Fuensanta del Valle -Feliciano Ramírez de Arellano- en su obra La historia del periodismo político proclamaba a Almansa como uno de los fundadores del periodismo en pleno Siglo de Oro y no dudaba en comparar su actividad con la de Nathaniel Butter en Inglaterra en 1662 y la de Théophraste Renaudot en Francia en 1631.
En las cartas tipo gaceta Almansa emplea un estilo prosaico y sin ornatos retóricos, pero para las relaciones de sucesos (en especial la primera, sobre la muerte de Felipe III, y la sexta, sobre el proceso y la ejecución de Rodrigo Calderón) utiliza una prosa bastante más enjoyada. También fue uno de los primeros promotores en la Corte madrileña del Polifemo y de las Soledades de Luis de Góngora.
Andrés de Almansa y Mendoza fue el hombre al que Góngora recurrió para difundir el Polifemo y las Soledades en el ámbito de la corte. Este "protoperiodista" se encargó de ir difundiendo copias de estas obras a determinadas personas ya que estaba muy bien situado en la corte. Sin embargo, Góngora recibió muchas críticas por haber recurrido a este hombre por su poco profunda formación.

## Obras
- Cartas de Andres de Almansa y Mendoza: Novedades de esta corte y avisos recibidos de otras partes, 1621-1626. Imprenta de Miguel Ginesta. 1886. pp. 240-241. Consultado el 6 de marzo de 2023.
- Obra periodística, ed. de Henry Ettinghausen y Manuel Borrego, Madrid, Castalia, 2001.